# Audrey Horne (zespół muzyczny)
Audrey Horne – hardrockowa grupa z Bergen w Norwegii. Powstały w 2002 zespół wziął swoją nazwę od postaci granej przez Sherilyn Fenn w kultowym serialu telewizyjnym 'Miasteczko Twin Peaks'.
Wykonująca melodyjny hard rock grupa muzycznie przypomina nieco dokonania Faith No More, Alice in Chains czy A Perfect Circle, pomimo iż członkowie zespołu występowali wcześniej w blackmetalowych zespołach Enslaved oraz Gorgoroth.
Pierwszy album grupy wydany został w kwietniu 2005 otrzymując dobre recenzje. Zespół występował w charakterze supportu dla Audioslave w 2005 na Quart Festival.

## Dyskografia
| 2005                           | No Hay Banda - Data: 11 kwietnia 2005 - Wydawca: Tuba Records/DogJob Records | 32 | —  |
| 2007                           | Le Fol - Data: 27 sierpnia 2007 - Wydawca: Indie Recordings                  | 22 | —  |
| 2010                           | Audrey Horne - Data: 1 marca 2010 - Wydawca: Indie Recordings                | 13 | —  |
| 2013                           | Youngblood - Data: 25 stycznia 2013 - Wydawca: Indie Recordings              | 10 | 66 |
| 2014                           | Pure Heavy - Data: 19 grudnia 2014 - Wydawca: Napalm Records                 | —  | 90 |
| "—" pozycja nie była notowana. |                                                                              |    |    |

## Nagrody i wyróżnienia
| Rok  | Kategoria      | Tytułem      | Nagroda          | Nota      | Źródło |
| ---- | -------------- | ------------ | ---------------- | --------- | ------ |
| 2005 | Årets nykommer | No Hay Banda | Spellemannprisen | Nominacja | [ 7 ]  |
| 2005 | Metal          | No Hay Banda | Spellemannprisen | Laur      | [ 7 ]  |
| 2007 | Metal          | Le Fol       | Spellemannprisen | Nominacja | [ 7 ]  |